# Шакиб Бензукан
Шакиб Бензукан е марокански футболист, бивш играч на „Левски“ (София). Играе като защитник.

## Кариера
Възпитаник на „Каукаб“ (Маракеш). Преминава в „Левски“ (София) през лятото на 2007 г. от „Каукаб“ срещу сумата от $600 000. Младежки национал на Мароко.

## Успехи
Четвърто място на световното за младежи през 2006 г. Четвърто място и на Купата на Африканските нации за младежи през 2005 г. Носител на Суперкупата на България за 2007 г.